# Виторио Роси
Виторио Джовани Роси (на италиански: Vittorio Giovanni Rossi) е италиански писател и журналист .

## Биография
Роден е на 8 януари 1898 г. в Санта Маргерита Лигуре, Северна Италия. Специален кореспондент на вестник „Кориере дела сера“ и списание „Епока“.
Умира в Рим на 4 януари 1978 г. Погребан в гробището на Санта Маргерита Лигуре.
Музеят на Виторио Роси се намира в красивата вила „Дурацо“  в родния му град.
Неговата повест „Океанът“ (прев. Петър Драгоев) има две издания в България: I от Държавно издателство Варна (1972) и II от издателство „Георги Бакалов“ в библиотека „Океан“ под № 6 (1977).